# Roncal (formaggio)
Il Roncal è un formaggio a base di latte pecorino spagnolo. Esso prende il nome dall'omonima valle dei Pirenei in cui viene prodotto, ed è una specialità dei comuni di Uztárroz, Isaba, Urzainqui, Roncal, Garde, Vidángoz e Burgui. Dal 1981, il Roncal è protetto dalla Denominación de Origen.

## Caratteristiche
Il Roncal ha forma cilindrica, misura fra gli 8 e i 12 centimetri di altezza e una spessa crosta grigia. Dopo quattro mesi di maturazione, esso pesa circa 2/3 chili e se viene sottoposto a una stagionatura di sei od otto mesi il suo sapore diviene più forte e assume una consistenza friabile simile a quella del Parmigiano. Il formaggio Roncal ha un sapore abbastanza intenso e piccante ed è ricco di lipidi, proteine e calcio. Il Roncal viene preparato usando ovini di razza latxa e rasa, che si adattano ai rigidi climi montani e producono grandi quantità di latte, così come dall'incrocio F1 LachaXMilchschaf. La produzione del Roncal si svolge fra il mese di dicembre e quello del mese di luglio dell'anno seguente e le sue fasi di preparazione includono la coagulazione del latte (a una temperatura di cagliata compresa tra i 30 e i 37 °C), il taglio, il drenaggio, lo stampaggio, la salatura e la maturazione.